# ホログラフィック顕微鏡
ホログラフィック顕微鏡（英: digital holographic microscopy）とは、光の干渉を応用した顕微鏡。

## 概要
従来の光学顕微鏡にはなかった利点を備える。従来の光学顕微鏡では観察が困難な可視光において透明な試料でも屈折率の差を可視化することにより撮像できる。1960年代から既に開発に着手されていたものの、技術的な困難により普及は限定的だったが、2000年代以降、デジタル撮像素子の高精細化や並列演算処理能力の進化に伴うデジタル技術の導入により徐々に普及が進みつつある。これらのデジタルホログラフィック顕微鏡 (DHM) は、デジタルホログラフィの像再生計算によって得られる複素振幅分布のうち、位相成分を抽出して再生像として用いることで、ナノメートルオーダの高さ変化や屈折率変化の検出が可能になった。

## 特徴
- 被写界深度が従来の光学顕微鏡よりも深いので3次元像を記録でき、歪の無い自由焦点画像を再生可能。
- 従来の光学顕微鏡で必要だった固定や染色が不要で水において透明な生体細胞や微生物を生きた状態で観察可能で光位相解析が可能[4]。
- 生体細胞の低エネルギー照射高速撮像が可能なので生体細胞への悪影響が少ない。